# 10,000 Light Years Ago
10,000 Light Years Ago je druhé sólové studiové album anglického hudebníka Johna Lodgea, člena skupiny The Moody Blues. vydáno bylo 5. května roku 2015 společností Esoteric Antenna, osmatřicet let po Lodgeově předchozím sólovém počinu Natural Avenue (1977). Na albu se podílelo několik dřívějších či v době jeho vydání současných členů Lodgeovi domovské kapely – Mike Pinder (člen v letech 1964–1978), Ray Thomas (1964–2002) a Alan Hewitt (od 2010). Hewitt je rovněž spolu s Lodgem producentem alba. K albu proběhlo rovněž koncertní turné (až v září 2016), z něhož vzešlo koncertní album nazvané Live from Birmingham: The 10,000 Light Years Tour. Dále na desce hrál například Chris Spedding, který hrál i na Lodgeově předchozím albu.

## Seznam skladeb
1. In My Mind – 4:53
2. Those Days in Birmingham – 3:17
3. Get Me Out of Here – 3:55
4. Simply Magic – 2:44
5. (You Drive Me) Crazy – 2:38
6. Love Passed Me By – 3:24
7. Lose Your Love – 4:01
8. 10,000 Light Years Ago – 4:55

## Obsazení
- John Lodge – zpěv, baskytara, kytara
- Chris Spedding – kytara
- Mike Pinder – mellotron
- Ray Thomas – flétna
- Alan Hewitt – klávesy, zpěv
- Brian Howe – zpěv
- Brian Price – kytara
- Gordon Marshall – bicí, perkuse
- John Defaria – kytara
- Norda Mullen – flétna
- Mike Piggott – housle